# Baiting Hollow
Baiting Hollow est une census-designated place du comté de Suffolk, dans l'État de New York, aux États-Unis,. En 2020, elle compte une population de 2 763 habitants.